# Джордж, Кейонте
Кейонте Дарнелл Джордж (англ. Keyonte Darnell George; род. 8 ноября 2003, Льюисвилл) — американский профессиональный баскетболист клуба НБА «Юта Джаз».

## Ранние годы
Джордж начал играть в баскетбол в средней школе Льюисвилля в Льюисвилле, штат Техас. Будучи первокурсником, он в среднем набирал 21 очко, 4 подбора и 1,9 перехвата за игру и был назван игроком нападения года округа 6-6A. Джордж в среднем набирал 23,9 очка, 5,1 подбора, 2,3 передачи и 2,1 перехвата за игру на втором курсе, заслужив звание MVP округа 6-6A. Джордж в среднем набирал 24,8 очка за игру на третьем курсе. Он перешёл в Академия IMG в Брейдентоне, штат Флорида, на свой последний сезон, где в среднем набирал 17,8 очка за игру и забрасывал 41% трехочковых. Он был самым высоко оцененным новобранцем в истории программы, когда он взял на себя обязательство поступить в университет Бэйлора на сезон студенческого баскетбола 2023 года.

## Карьера в колледже
11 января 2023 года Джордж набрал 32 очка в победном матче против «Уэст Вирджиния» (83:78). Он был назван новичком года конференции Big 12, а также попал во вторую сборную конференции. Джордж набрал 506 очков в качестве новичка в Бэйлоре, что является вторым результатом в истории школы, и является рекордсменом программы по количеству игр с 20 очками за всю историю программы — 20.

## Профессиональная карьера
Команда «Юта Джаз» выбрала Джорджа под 16 номером на драфте НБА 2023 года. Поиграв на позиции атакующего защитника в подготовительной школе и колледже, Джордж начал играть на позиции разыгрывающего защитника под руководством главного тренера Уилла Харди.
25 октября 2023 года Джордж дебютировал в регулярном сезоне НБА в проигрышной игре против «Сакраменто Кингз» (114:130), набрав 8 очков, 2 подбора и 2 передачи со скамейки запасных. 2 декабря Джордж набрал рекордное на тот момент 21 очко в игре против «Портленд Трэйл Блэйзерс», добавив 6 подборов и 6 передач в игре. 12 декабря 2023 года Джордж обновил свой рекорд в карьере — 30 очков в игре против «Оклахома-Сити Тандер». 4 февраля 2024 года Джордж сделал свой первый дабл-дабл в карьере, набрав 19 очков и 10 подборов в победном матче против «Милуоки Бакс» (123:108). 4 ноября 2024 года Джордж сравнялся со своим рекордом в карьере — 35 очков в игре против «Чикаго Буллз».

## Карьера за сборную
В баскетболе 3x3 Джордж представлял США на чемпионате мира среди игроков до 18 лет в 2021 году в Венгрии. Он был назван MVP, набрав в среднем 8,2 очка за игру, что стало лучшим показателем турнира, и привёл свою команду к титулу.

## Статистика

### Статистика в НБА
| Сезон                                                                                    | Команда | Регулярный сезон | Регулярный сезон | Регулярный сезон | Регулярный сезон | Регулярный сезон | Регулярный сезон | Регулярный сезон | Регулярный сезон | Регулярный сезон | Регулярный сезон | Регулярный сезон | Серия плей-офф | Серия плей-офф | Серия плей-офф | Серия плей-офф | Серия плей-офф | Серия плей-офф | Серия плей-офф | Серия плей-офф | Серия плей-офф | Серия плей-офф | Серия плей-офф |
| Сезон                                                                                    | Команда | GP               | GS               | MPG              | FG%              | 3P%              | FT%              | RPG              | APG              | SPG              | BPG              | PPG              | GP             | GS             | MPG            | FG%            | 3P%            | FT%            | RPG            | APG            | SPG            | BPG            | PPG            |
| ---------------------------------------------------------------------------------------- | ------- | ---------------- | ---------------- | ---------------- | ---------------- | ---------------- | ---------------- | ---------------- | ---------------- | ---------------- | ---------------- | ---------------- | -------------- | -------------- | -------------- | -------------- | -------------- | -------------- | -------------- | -------------- | -------------- | -------------- | -------------- |
| 2023/24                                                                                  | Юта     | 75               | 44               | 27,0             | 39,1             | 33,4             | 84,8             | 2,8              | 4,4              | 0,5              | 0,1              | 13,0             | Не участвовал  | Не участвовал  | Не участвовал  | Не участвовал  | Не участвовал  | Не участвовал  | Не участвовал  | Не участвовал  | Не участвовал  | Не участвовал  | Не участвовал  |
| 2024/25                                                                                  | Юта     | 67               | 35               | 31,5             | 39,1             | 34,3             | 81,8             | 3,8              | 5,6              | 0,7              | 0,1              | 16,8             | Не участвовал  | Не участвовал  | Не участвовал  | Не участвовал  | Не участвовал  | Не участвовал  | Не участвовал  | Не участвовал  | Не участвовал  | Не участвовал  | Не участвовал  |
|                                                                                          | Всего   | 142              | 79               | 29,1             | 39,1             | 33,9             | 83,1             | 3,3              | 5,0              | 0,6              | 0,1              | 14,8             | Не участвовал  | Не участвовал  | Не участвовал  | Не участвовал  | Не участвовал  | Не участвовал  | Не участвовал  | Не участвовал  | Не участвовал  | Не участвовал  | Не участвовал  |
| Наведите курсор мыши на аббревиатуры в заголовке таблицы, чтобы прочесть их расшифровку. |         |                  |                  |                  |                  |                  |                  |                  |                  |                  |                  |                  |                |                |                |                |                |                |                |                |                |                |                |

### Статистика в NCAA
| Сезон | Команда | Conf   | Class | GP | GS | MPG  | FG%  | 3P%  | FT%  | RPG | APG | SPG | BPG | PPG  |
| --- | ------- | ------ | ----- | -- | -- | ---- | ---- | ---- | ---- | --- | --- | --- | --- | ---- |
| 2022/23 | Бэйлор  | Big 12 | FR    | 33 | 33 | 28,6 | 37,6 | 33,8 | 79,3 | 4,2 | 2,8 | 1,1 | 0,2 | 15,3 |
| Всего | Всего   | Всего  | Всего | 33 | 33 | 28,6 | 37,6 | 33,8 | 79,3 | 4,2 | 2,8 | 1,1 | 0,2 | 15,3 |
| Наведите курсор мыши на аббревиатуры в заголовке таблицы, чтобы прочесть их расшифровку Статистика приведена с сайта sports-reference.com |         |        |       |    |    |      |      |      |      |     |     |     |     |      |